# Бояринцев, Денис Константинович
Дени́с Константи́нович Боя́ринцев (род. 6 февраля 1978, Москва) — российский футболист, полузащитник; тренер. В 2004—2005 годах являлся игроком сборной России. Мастер спорта (2003). Главный тренер «Ротора».

## Клубная карьера
Воспитанник московской СДЮШОР № 63 «Смена». Первый тренер — Евсеев Владимир Петрович.
Играл в командах «Смена» Москва, МИФИ Москва, «Носта» Новотроицк, «Рубин» Казань, «Спартак» (Москва). Был в списке кандидатов на поездку на чемпионат Европы 2004 года, но не попал в итоговую заявку. Главный тренер сборной Георгий Ярцев выбирал между Бояринцевым и Анюковым, но так как средняя линия была хорошо укомплектована, а в линии обороны были проблемы, то выбор пал на самарского защитника.

## Карьера в сборной
Дебютировал в сборной России в 2004 году в неофициальных матчах в Японии против олимпийской сборной этой страны, а также клуба J-лиги «Симидзу С-Палс». Обе игры закончились со счётом 1:1, во втором матче Бояринцев забил мяч.

## Тренерская карьера
После завершения карьеры игрока перешёл на тренерскую работу. В июне 2014 года назначен на должность тренера молодёжной команды московского «Торпедо», а в июле утверждён главным тренером этой команды, сменив перешедшего в тренерский штаб главной команды Михаила Белова. В октябре 2014 года вновь стал тренером молодёжной команды «Торпедо», которую возглавил Валерий Петраков (в ноябре Петраков стал главным тренером основной команды, откуда на пост главного тренера «молодёжки» вернулся Михаил Белов), в сезоне 2014/15 команда участвовала в молодёжном первенстве России. С февраля 2016 года входил в тренерский штаб Белова в «Носте», участвовавшей в Первенстве ПФЛ (группа «Урал-Приволжье»).
В сентябре 2017 года был назначен главным тренером ивановского «Текстильщика». По итогам сезона 2017/18 привёл команду к серебряным медалям первенства ПФЛ в группе «Запад», а по итогам следующего сезона — к победе в турнире. В декабре 2019 года покинул пост главного тренера, в январе 2020 года вошёл в тренерский штаб Белова в «КАМАЗе». 13 июня 2020 года получил лицензию категории Pro. После отставки главного тренера, случившейся 13 октября 2020 года, отказался возглавить челнинскую команду и покинул клуб.
В конце июня 2021 года возглавил «Родину», с которой завоевал путёвку в первый дивизион ФНЛ, выиграв первенство ФНЛ-2 в группе 3 сезона-2021/22. 24 ноября 2022 года стал главным тренером «Новосибирска», с которым подписал контракт сроком на 1,5 года с возможностью продления ещё на один сезон. В мае 2023 года покинул «Новосибирск», расторгнув контракт по соглашению сторон.
5 мая 2023 года был назначен главным тренером в саратовский «Сокол», подписав контракт на один год. 29 ноября 2023 года покинул этот пост. «Сокол» завершил первую часть сезона 2023/24 Первой лиги на 16-м месте в турнирной таблице, команда набрала 20 очков за 20 матчей. Саратовская команда одержала последнюю победу в Первой лиге 2 сентября 2023 года в матче с астраханским «Волгарём» (2:1), после этого серия без побед составила 12 матчей.
28 мая 2024 года возглавил «Ротор», подписав контракт до конца сезона 2024/25. По итогам сезона 2023/24 вывел «Ротор» в Первую лигу после победы в стыковых матчах над «Новосибирском».

## Личная жизнь
Женился в 2013 году, супруга Динара. Есть сын (род. 2013) и дочь (род. 2014).

## Список матчей за сборную
| № | Дата            | Место                                  | Соперник   | Результат | Турнир                                |
| - | --------------- | -------------------------------------- | ---------- | --------- | ------------------------------------- |
| 1 | 28 апреля 2004  | «Уллевол», Осло, Норвегия              | Норвегия   | 2:3       | Товарищеский матч                     |
| 2 | 18 августа 2004 | «Динамо», Москва, Россия               | Литва      | 4:3       | Товарищеский матч                     |
| 3 | 4 сентября 2004 | «Динамо», Москва, Россия               | Словакия   | 1:1       | Отборочные матчи чемпионата мира 2006 |
| 4 | 9 октября 2004  | «Жози Бартель», Люксембург, Люксембург | Люксембург | 4:0       | Отборочные матчи чемпионата мира 2006 |
| 5 | 13 октября 2004 | «Жозе Алваладе», Лиссабон, Португалия  | Португалия | 1:7       | Отборочные матчи чемпионата мира 2006 |
| 6 | 9 февраля 2005  | «Сант-Элия», Кальяри, Италия           | Италия     | 0:2       | Товарищеский матч                     |

## Достижения

### Игрока

#### Командные
«Носта»
- Победитель второго дивизиона ПФЛ: 1999 (зона «Урал»)
- Серебряный призёр второго дивизиона ПФЛ: 1998 (зона «Урал»)

«Рубин»
- Победитель первого дивизиона ПФЛ: 2002
- Бронзовый призёр чемпионата России: 2003

«Спартак»
- Серебряный призёр чемпионата России: 2005, 2006, 2007, 2009
- Финалист Кубка России: 2005/06

«Торпедо»
- Бронзовый призёр первенства ФНЛ: 2013/14
- Финалист Кубка ФНЛ: 2014

#### Личные
- В списке 33 лучших футболистов чемпионата России: № 2 (2003), № 3 (2004)

### Тренера
- Победитель первенства ПФЛ / второго дивизиона ФНЛ (3): 2018/19 (группа «Запад»), 2021/22 (группа 3), 2022/23 (группа 3)
- Серебряный призёр первенства ПФЛ: 2017/18 (группа «Запад»)
- Лучший тренер группы «Запад» первенства ПФЛ 2018/19[30]
- Лучший тренер группы 3 второго дивизиона ФНЛ 2021/22[31]

## Клубная статистика
| Клуб             | Сезон             | Чемпионат | Чемпионат | Кубок/Суперкубок | Кубок/Суперкубок | Еврокубки | Еврокубки | Всего     | Всего |
| Клуб             | Сезон             | Матчи     | Голы      | Матчи            | Голы             | Матчи     | Голы      | Матчи     | Голы  |
| ---------------- | ----------------- | --------- | --------- | ---------------- | ---------------- | --------- | --------- | --------- | ----- |
| Смена            | 1995, 3-я лига    | 34        | 1         | 0                | 0                | 0         | 0         | 34        | 1     |
| Смена            | 1996, 3-я лига    | 36+1      | 3         | 0                | 0                | 0         | 0         | 36+1      | 3     |
| МИФИ             | 1997, 3-я лига    | 35        | 3         | 0                | 0                | 0         | 0         | 35        | 3     |
| Носта            | 1998, 2-я лига    | 32        | 6         | 5                | 0                | 0         | 0         | 37        | 6     |
| Носта            | 1999, 2-я лига    | 28+2 п.и. | 5         | 0                | 0                | 0         | 0         | 28+2 п.и. | 5     |
| Носта            | 2000, 1-я лига    | 36        | 3         | 2                | 0                | 0         | 0         | 38        | 3     |
| Рубин            | 2001, 1-я лига    | 29        | 6         | 3                | 1                | 0         | 0         | 32        | 7     |
| Рубин            | 2002, 1-я лига    | 27        | 5         | 2                | 0                | 0         | 0         | 29        | 5     |
| Рубин            | 2003              | 28        | 7         | 4                | 3                | 0         | 0         | 32        | 10    |
| Рубин            | 2004              | 24        | 4         | 1                | 0                | 2         | 1         | 27        | 5     |
| Спартак          | 2005              | 27        | 4         | 6                | 0                | 0         | 0         | 33        | 4     |
| Спартак          | 2006              | 22        | 2         | 6                | 4                | 5         | 2         | 34        | 8     |
| Спартак          | 2007              | 24        | 3         | 2                | 2                | 6         | 0         | 32        | 5     |
| Шинник           | 2008              | 27        | 6         | 0                | 0                | 0         | 0         | 27        | 6     |
| Спартак          | 2009              | 19        | 0         | 1                | 0                | 0         | 0         | 20        | 0     |
| Сатурн           | 2010              | 16        | 1         | 0                | 0                | 0         | 0         | 16        | 1     |
| Жемчужина-Сочи   | 2011/12, 1-я лига | 18        | 2         | 0                | 0                | 0         | 0         | 18        | 2     |
| Томь             | 2011/12           | 23        | 2         | 0                | 0                | 0         | 0         | 23        | 2     |
| Торпедо          | 2012/13, 1-я лига | 28        | 1         | 2                | 1                | 0         | 0         | 30        | 2     |
| Торпедо          | 2013/14, 1-я лига | 23        | 2         | 0                | 0                | 0         | 0         | 23        | 2     |
| Всего за карьеру | Всего за карьеру  | 527+1     | 64        | 33/2             | 9/0              | 13        | 3         | 573+1     | 78    |

## Статистика в качестве главного тренера
| Клуб                  | Начало работы    | Окончание работы | Результаты | Результаты | Результаты | Результаты | Результаты | Результаты | Результаты | Результаты |
| Клуб                  | Начало работы    | Окончание работы | И          | В          | Н          | П          | ГЗ         | ГП         | РМ         | В %        |
| --------------------- | ---------------- | ---------------- | ---------- | ---------- | ---------- | ---------- | ---------- | ---------- | ---------- | ---------- |
| Торпедо-мол. (Москва) | 29 июля 2014     | 16 октября 2014  | 9          | 1          | 3          | 5          | 7          | 16         | −9         | 011,11     |
| Текстильщик (Иваново) | 12 сентября 2017 | 18 декабря 2019  | 71         | 35         | 11         | 25         | 108        | 87         | +21        | 049,30     |
| Родина                | 29 июня 2021     | 11 июня 2022     | 32         | 22         | 6          | 4          | 80         | 30         | +50        | 068,75     |
| Новосибирск           | 24 ноября 2022   | 3 мая 2023       | 5          | 1          | 3          | 1          | 5          | 7          | −2         | 020,00     |
| Сокол (Саратов)       | 5 мая 2023       | 29 ноября 2023   | 27         | 8          | 7          | 12         | 28         | 42         | −14        | 029,63     |
| Ротор                 | 28 мая 2024      | н. в.            | 4          | 2          | 2          | 0          | 5          | 2          | +3         | 050,00     |
| Всего                 | Всего            | Всего            | 148        | 69         | 32         | 47         | 233        | 184        | +49        | 046,62     |